# Burg Pfalzgrafenstein
Burg Pfalzgrafenstein is een kasteel op het eiland Falkenau, ook bekend als het eiland Pfalz, in de rivier de Rijn bij Kaub, Duitsland. Het kasteel werd vanaf het begin van de 14e eeuw gebruikt om tollen te heffen op de Rijn, een lucratieve bezigheid voor de paltsgraven.
De donjon, een vijfhoekige toren met de punt stroomopwaarts, werd gebouwd in 1326-1327 door Keizer Lodewijk de Beier. Rond de toren werd van 1338 tot 1340 een hexagonale muur gebouwd. Verdere uitbreidingen volgden in 1607 en 1755, waaronder de zijtorentjes en de koepel, toevoegingen uit de Renaissance en de Barok.
In 1866 viel het kasteel in handen van Pruisen en de tolheffing stopte in 1867. Sindsdien werd het gebruikt als signaaltoren voor scheepsverkeer. In 1946 kwam het onder het beheer van de deelstaat Rijnland-Palts. De deelstaat maakte van het kasteel een museum en herstelde het kleurenpatroon zoals dit in de Barok aanwezig was. Het museum weerspiegelt de situatie in de 14de eeuw. Er is dan ook geen elektriciteit of toilet aanwezig op het eiland. Het museum kan bezocht worden via een veerboot.
Het gebied maakt deel uit van de Mittelrhein. Deze regio van het Rijndal staat sinds 2002 op de Unesco-lijst van werelderfgoed.

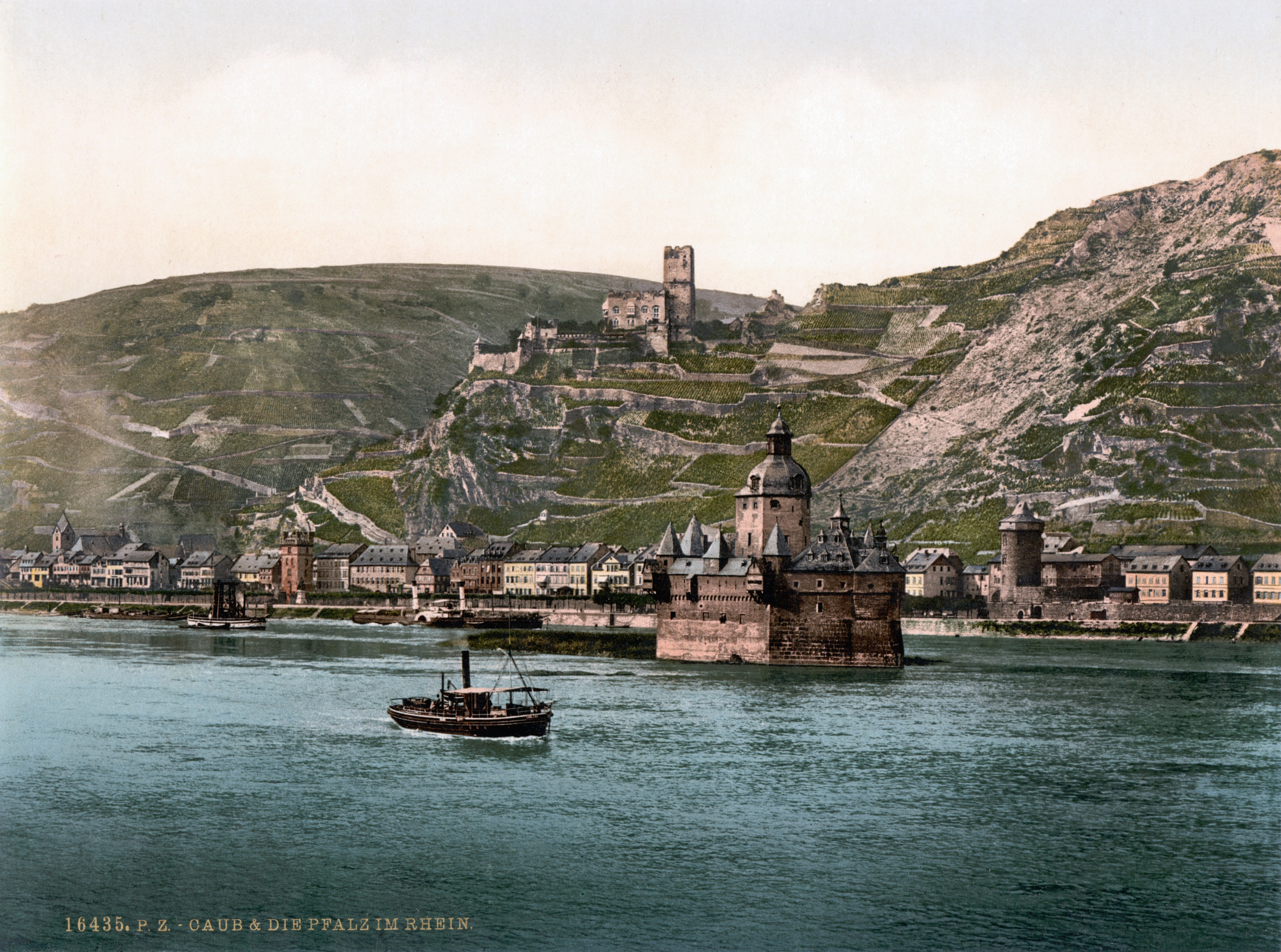
Burg Pfalzgrafenstein met Burg Gutenfels in de achtergrond, ca. 1900
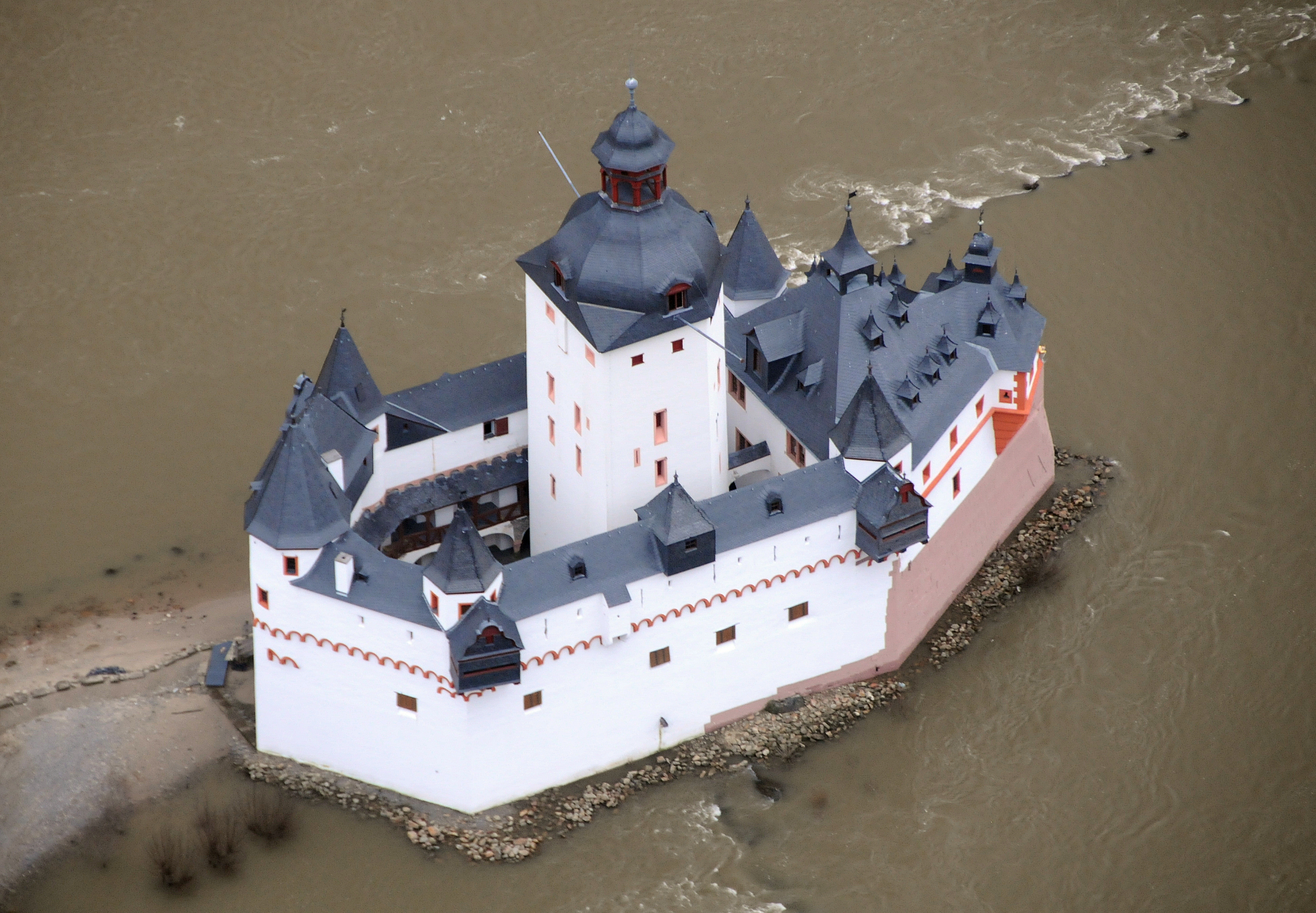
"Een schip van steen..."